# Juan Avendaño
Juan Avendaño (Luanco, 29 gennaio 1961) è un ex tennista spagnolo.

## Carriera
In carriera ha raggiunto una finale nel doppio allo Swedish Open nel 1984, in coppia con il brasiliano Fernando Roese. Nei tornei del Grande Slam ha ottenuto il suo miglior risultato raggiungendo il terzo turno nel singolare all'Open di Francia nel 1982.
In Coppa Davis ha giocato una sola partita, ottenendo nell'occasione una vittoria.

## Statistiche

### Doppio

#### Finali perse (1)
| Numero | Anno           | Torneo               | Superficie  | Compagno       | Avversari in finale              | Punteggio |
| 1.     | 22 luglio 1984 | Swedish Open, Båstad | Terra rossa | Fernando Roese | Jan Gunnarsson Michael Mortensen | 0-6, 0-6  |